# Cryptolepas rhachianecti
Cryptolepas rhachianecti Dall, 1872 è l'unica specie del genere Cryptolepas, appartenente alla famiglia Coronulidae.
Questo crostaceo è un commensale obbligato e specie-specifico delle balene grigie (Eschrichtius robustus), sebbene sia stato trovato anche nei beluga (Delphinapterus leucas).